# Invaso di Alange
L'invaso di Alange è formato da una diga inaugurata nel 1992 nel territorio comunale di Alange, in provincia di Badajoz, a 20 km da  Mérida, eretta sul fiume Matachel, poco prima del suo sfocio nel fiume Guadiana. Appartiene così alla Confederazione idrografica del Guadiana. 

## Descrizione
Lo sbarramento di Alange è una diga a gravità che forma un bacino di 825 hm³ di capacità, sebbene negli ultimi nove anni la media del volume di acqua contenuta sia stata di 470 hm³ (il 55,16% del totale).
Occupa una superficie di 5144 ha. La sua creazione è dovuta alla necessità di destinare l'acqua a scopi irrigui per i terreni vicini alla fertile pianura del Guadiana. Nel marzo del 2013, dopo un mese assai piovoso, l'invaso raggiunse il volume d'acqua contenuto massimo della sua storia: 810 hm³ (il 98% della sua capacità massima) giungendo a costringere l'evacuazione di acqua per motivi di sicurezza. 
La creazione del bacino provocò l'allagamento di alcune case site nella parte più bassa di Alange, così come per il quartiere di Los Pajares della città di La Zarza. Gli abitanti coinvolti nel problema furono rialloggiati in un nuovo quartiere situato sulla strada di La Zarza.
Sulle rive dell'invaso è consentita la pesca di specie come la carpa, il luccio o il persico trota. Quest'ultimo pesce trova un habitat molto favorevole a causa della folta vegetazione sommersa.